# Dynamopterus velox
Dynamopterus velox — вимерлий вид птахів родини зозулевих (Cuculidae). Існував в олігоцені в Європі. Викопні рештки птаха знайдені у відкладеннях формації Фосфорити Керсі у Франції. Описаний з решток правої плечової кістки.